# Xã Parish Grove, Quận Benton, Indiana
Xã Parish Grove (tiếng Anh: Parish Grove Township) là một xã thuộc quận Benton, tiểu bang Indiana, Hoa Kỳ. Năm 2010, dân số của xã này là 241 người.